# Åndalsnes
Åndalsnes is de hoofdplaats van de gemeente Rauma in de Noorse provincie Møre og Romsdal. Het stadje ligt aan het Romsdalsfjord, op de plek waar aan de zuidkant de rivier Rauma en aan de noordkant het Isfjord, westwaarts in het Romsdalsfjord uitmonden. Het wordt omringd door bergen die tot 1800 meter hoog zijn. In 2023 had Åndalsnes 2.449 inwoners.

## Verkeer en vervoer
Åndalsnes ligt op een kruispunt van infrastructuur. Het eindpunt van de spoorlijn Raumabanen, wordt gemarkeerd door een goederenterminal en spoorwegstation voor passagiers. De spoorlijn verbindt de provincie met de rest van Noorwegen. De lijn loopt door het Romsdalen en in het verlengde daarvan het Gudbrandsdalen, richting het oostzuidoosten naar Dombås. Daar sluit de lijn aan op de spoorlijn Oslo - Trondheim.
Bij het station Åndalsnes ligt een haven waar regelmatig cruiseschepen aanmeren. Vanaf het station lopen busverbindingen naar de steden Molde in het noordwesten en Ålesund in het westen. Van Ålesund naar Dombås loopt de E136. Haaks daarop beginnen twee provinciale wegen: de 64 bij de Raumabrug en vier kilometer naar het zuidoosten de 63 bij de Soggebrug.

## Bezienswaardigheden
- De overweldigende natuur met het Romsdalsfjord, beken en rivieren met watervallen, en vele bergpieken, die uitnodigen tot wandelen en klimmen. In de 19e eeuw trok de omgeving Engelse toeristen die kwamen vissen.[4]
- Het Noorse Bergsportcentrum (Norsk Tindesenter) toont sinds 2016 de geschiedenis van de klimsport in Noorwegen. Het museum heeft een 21 meter hoge klimwand. Het is daarnaast een van de bezoekerscentra voor het Nationaal park Reinheimen.[5][6]

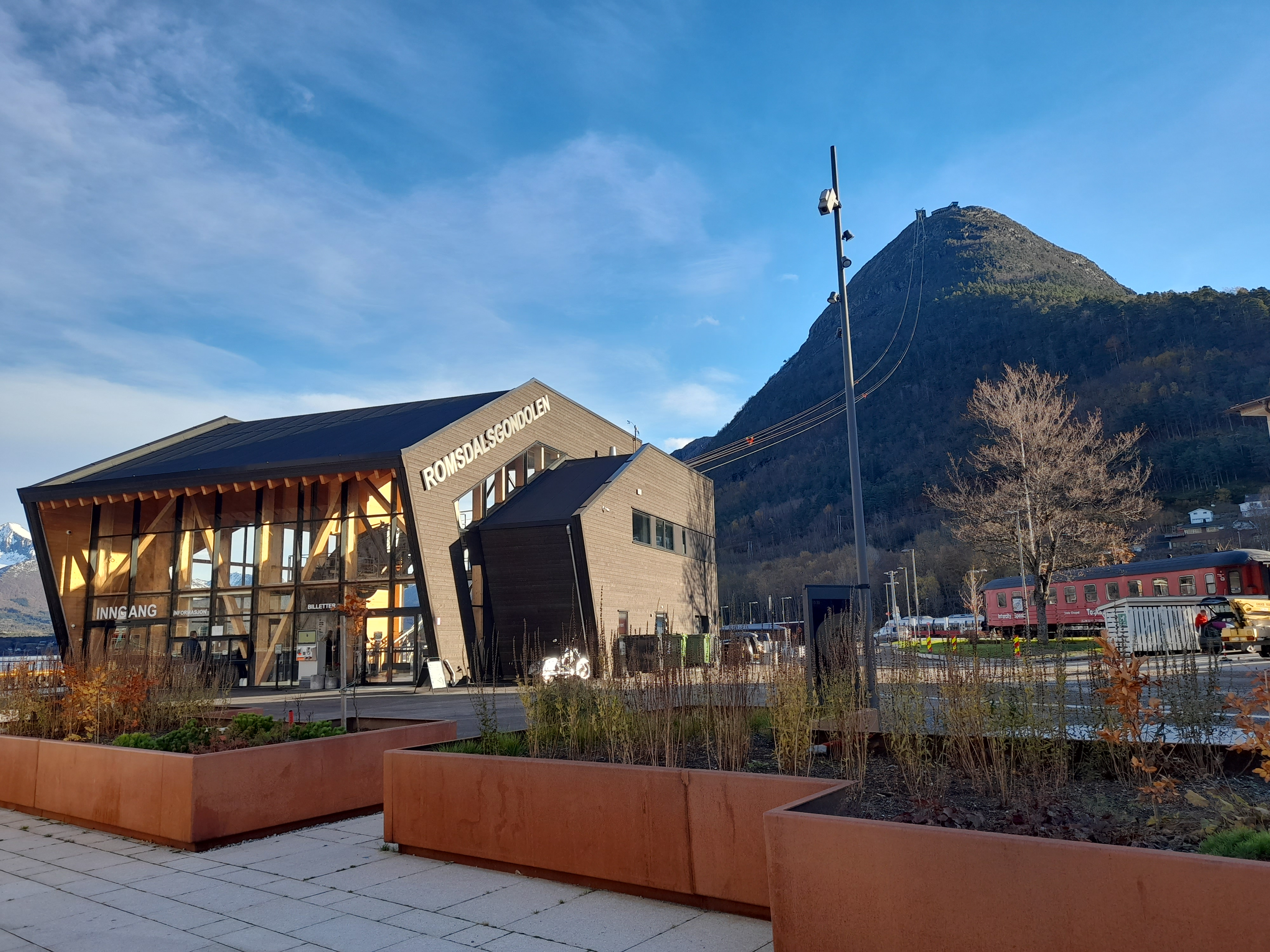
Romsdalsgondolen naar de Nesakslatop.

- De kabelbaan Romsdalsgondolen overbrugt sinds 2021 de 700 hoogtemeters vanaf het centrum naar een bergrestaurant. Het grondstation ligt naast het spoorwegstation, klimmuseum en de haven. Het restaurant ligt op de Nesaksla, de eerste top van de tien kilometer lange bergkam Romsdalseggen.
- In de zomer rijden toeristische treinen tussen Åndalsnes en Bjorli. Van 1993 tot en met 2007 werden deze getrokken door stoomlocomotieven.
- De provinciale wegen 63 en 64 zijn toeristische trekkers. De 63 loopt over de steile haarspeldbochten van Trollstigen (de trollentrap) naar Geiranger en verder naar het zuiden. De 64 gaat naar Molde en verder over de Atlantische weg naar Kristiansund in het noorden.
- In de gemeente Rauma zijn een aantal historische plekken te vinden, zoals de middeleeuwse staafkerk van Rødven. Bij Klungnes, een boerderij, landden in 1612 Schotse troepen om met Zweden deel te nemen in de Kalmaroorlog.[7]

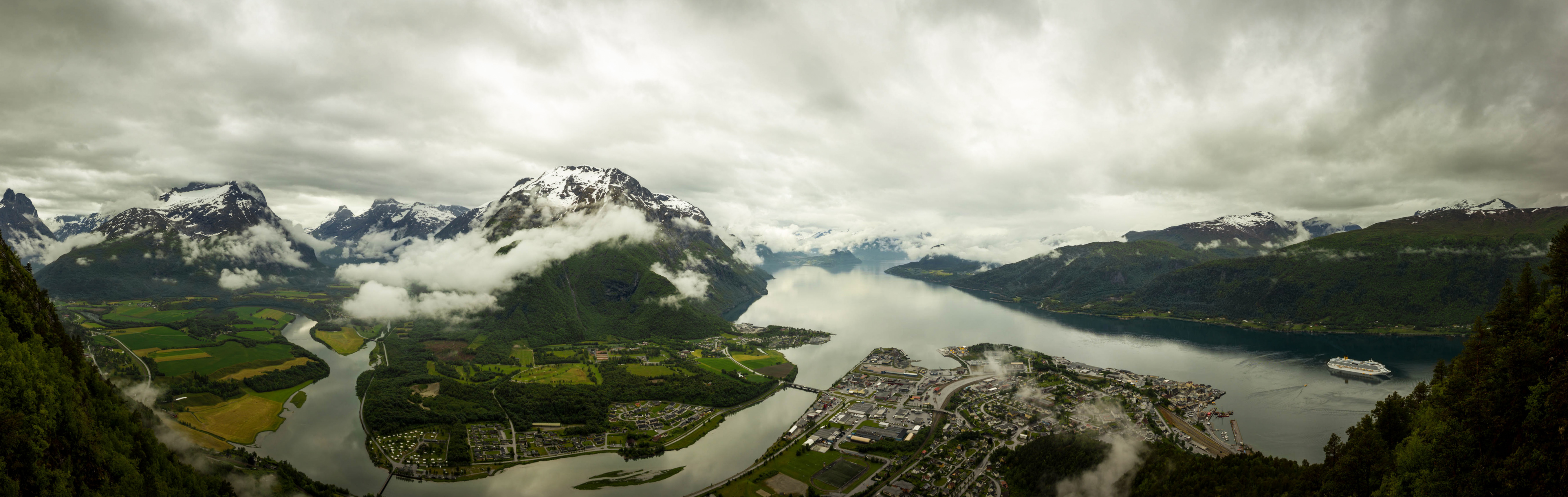
Åndalsnes met links de rivier Rauma en rechts de haven en het spoorwegstation aan het Isfjord, in het midden het Romsdalsfjord.